# Vincent Cassel
Vincent Cassel (Pariz, 23. studenog 1966.), francuski glumac i redatelj.

## Životopis
Cassel je rođen kao Vincent Crochon u Parizu. Majka Sabine je novinarka, a pokojni otac Jean-Pierre Cassel bio je glumac.
Njegov brat Mathieu član je reperske skupine Assassin.
Cassel glumi od 1988. godine. Prvo je pojavljivanje imao u TV seriji La belle Anglaise, a značajniju je filmsku karijeru ostvario nakon uspjeha filma Mržnja (1995.), gdje je za ulogu besposlenog mladića iz siromašnog pariškog predgrađa nominiran za nagradu César.
Njegovi su popularni filmovi Oceanovih dvanaest, Oceanovih trinaest, Vučje bratstvo, Nepovratno, Crni labud te još niz ostvarenja. Za ulogu u filmu Mesrine iz 2008. dobio je nagradu César za najboljeg glumca.
Cassel voli afro-brazilsku umjetničku formu capoeiru, čije je umijeće demonstrirao u Oceanovih dvanaest. Njegova je bivša supruga talijanska glumica Monica Bellucci, s kojom ima kćeri Devu (rođenu 12. rujna 2004.) i Léonie (rođenu 21. svibnja 2010.). Bellucci i Cassel objavili su rastavu u kolovozu 2013. godine.

## Vanjske poveznice
- Službena stranica (fr.)
- Vincent Cassel u internetskoj bazi filmova IMDb-u (engl.)

### Ostali projekti
|  | Zajednički poslužitelj ima još gradiva o temi Vincent Cassel |